# Sfericiteit (geologie)

Schematische weergave van de vorm van sedimentaire klasten, waarbij twee parameters verschillen: de ronding in horizontale en de sfericiteit in verticale richting.

Sfericiteit is een maat waarmee kan worden aangegeven hoe sterk een voorwerp een sfeervorm benadert, oftewel hoe rond het voorwerp is. De sfericiteit wordt in de geologie gebruikt om de vorm van klasten (deeltjes) in sedimentair gesteente te beschrijven.
De sfericiteit wordt beschreven als de verhouding tussen het oppervlak van het voorwerp en het oppervlak van een sfeer met hetzelfde volume als het voorwerp:
{\displaystyle \Psi ={\frac {\pi ^{\frac {1}{3}}(6V_{p})^{\frac {2}{3}}}{A_{p}}}}
Waarin {\displaystyle \Psi } de sfericiteit is, {\displaystyle V_{p}} het volume van het voorwerp en {\displaystyle A_{p}} de oppervlakte van het voorwerp.
De sfericiteit van een sedimentaire klast hangt in de natuur af van hoe ver het deeltje getransporteerd is. Bij het transport, bijvoorbeeld door de wind of een rivier, bewegen deeltjes voortdurend langs andere deeltjes. Hierdoor worden ze langzaam "geslepen" en krijgen ze een steeds afgerondere vorm.